# Південний фронт (Операція «Дунай»)
Півде́нний фронт — тимчасове оперативно-стратегічне об'єднання (фронт) Радянської армії, яке існувало у серпні — вересні 1968 року, на час проведення операції «Дунай» з метою припинення реформ Празької весни та ліквідації загрози виходу ЧССР з соціалістичного табору.

## Військові операції
- Операція «Дунай»

## Командувачі
- генерал-полковник К. І. Провалов